# スズキ・ウルフ
ウルフ（WOLF）とは、スズキが販売していたオートバイのシリーズ車種である。

## 概要
「ウルフ」はスズキの2ストロークエンジン搭載車種の伝統的なペットネームである。力強さとスピードをイメージさせる「狼」に由来して命名された。なお、2000年よりスズキが主催するイベント「スズキミーティング」では、2003年の「スズキング」コンテストにおいて、第1回目のスズキングにウルフT90が選ばれている。
第1世代のウルフは、90ccクラスと125ccクラスとのふたつの排気量設定があった。
ウルフT90は10.5馬力を発生させる、当時としても珍しい89cc空冷2ストローク並列2気筒ピストンバルブのエンジンを前傾横置きに搭載したモデルである（同じ排気量90ccクラスの2ストローク車種にはヤマハのAT90、HS1/HS90、HX90などがある）。
ウルフT125は同様の空冷2ストローク並列2気筒ピストンバルブの124ccエンジンで15馬力を発生。
第2世代のウルフは、排気量50ccの空冷2ストロークエンジンを搭載するレジャーバイクであり、前後の世代のモデルとはまったく性質の異なるモデルとなる。
第3世代のウルフは、水冷2ストロークエンジンを搭載するネイキッドスポーツモデルとして排気量別にラインナップされた。
同シリーズは、レーサーレプリカタイプの「RG-Γ（ガンマ）」シリーズの派生モデルとして登場し、ベースモデルと共通の車体構成に外装を変更したネイキッド 仕様となっている。また、RG-Γシリーズの先代にあたる「RGシリーズ」の実質的な後継車種としてのポジションを併せ持つ。

## 第1世代モデル一覧
当時のスズキの主力ライン「Tシリーズ」の一角として展開された。

### T90 / ウルフ90
1969年発売。

### T125 / ウルフ125
1969年発売。スポーツT125の後継モデル。仕様違いの「T125-II」がある。輸出仕様はウルフではなく「T125スティンガー」および「T125-IIブレイザー」のペットネームで販売された。

## 第2世代モデル

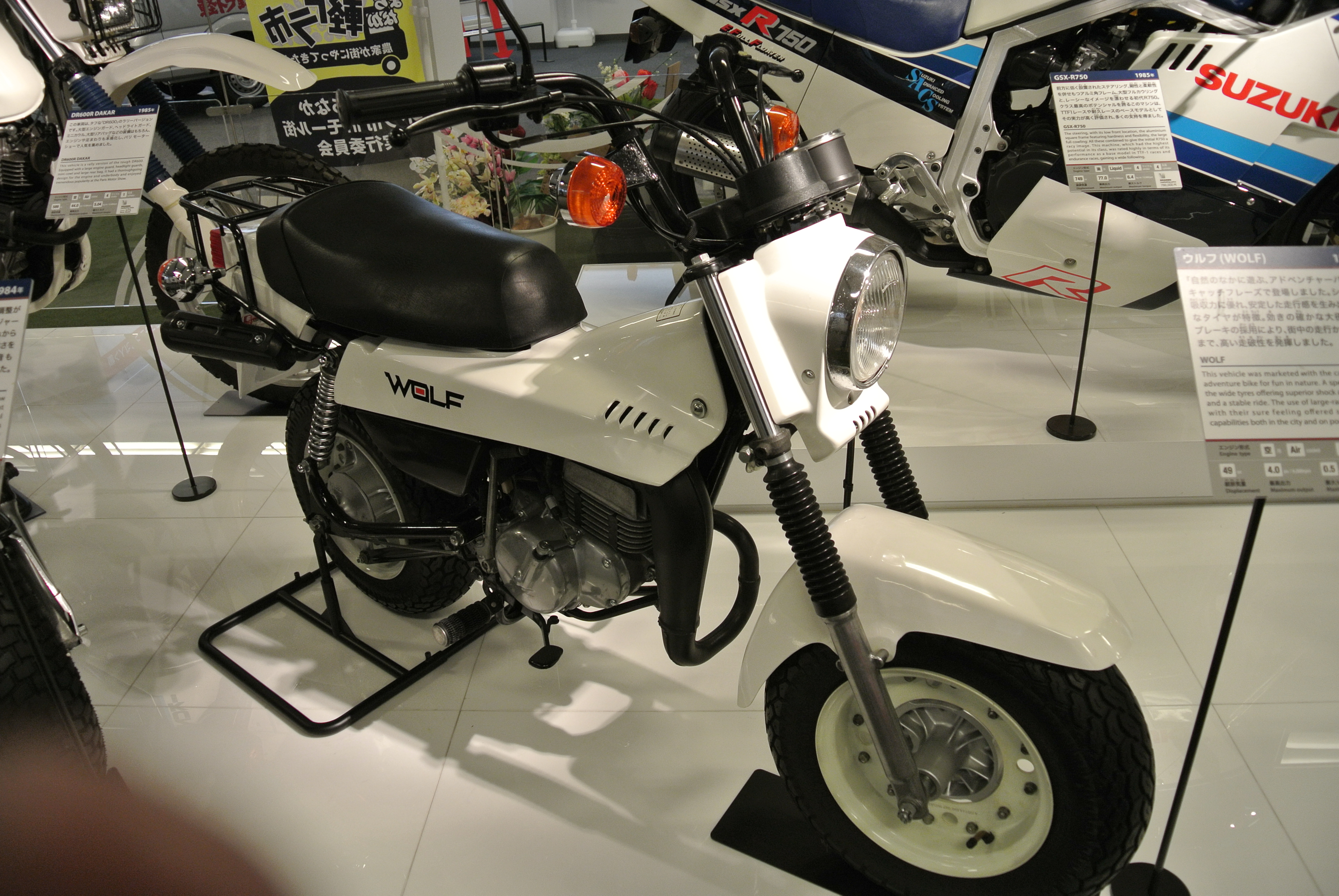
RT50ウルフ（1982年式）

### RT50 / ウルフ (LA11A)
仕様沿革
- 1982年デビュー。実質的にはバンバンの後継モデルとなる。（バンバンも併売）エンジンはピストンバルブ単気筒で4,2ps。バンバンと同じ極太タイヤを装備していたが人気は今ひとつであった。

## 第3世代モデル一覧

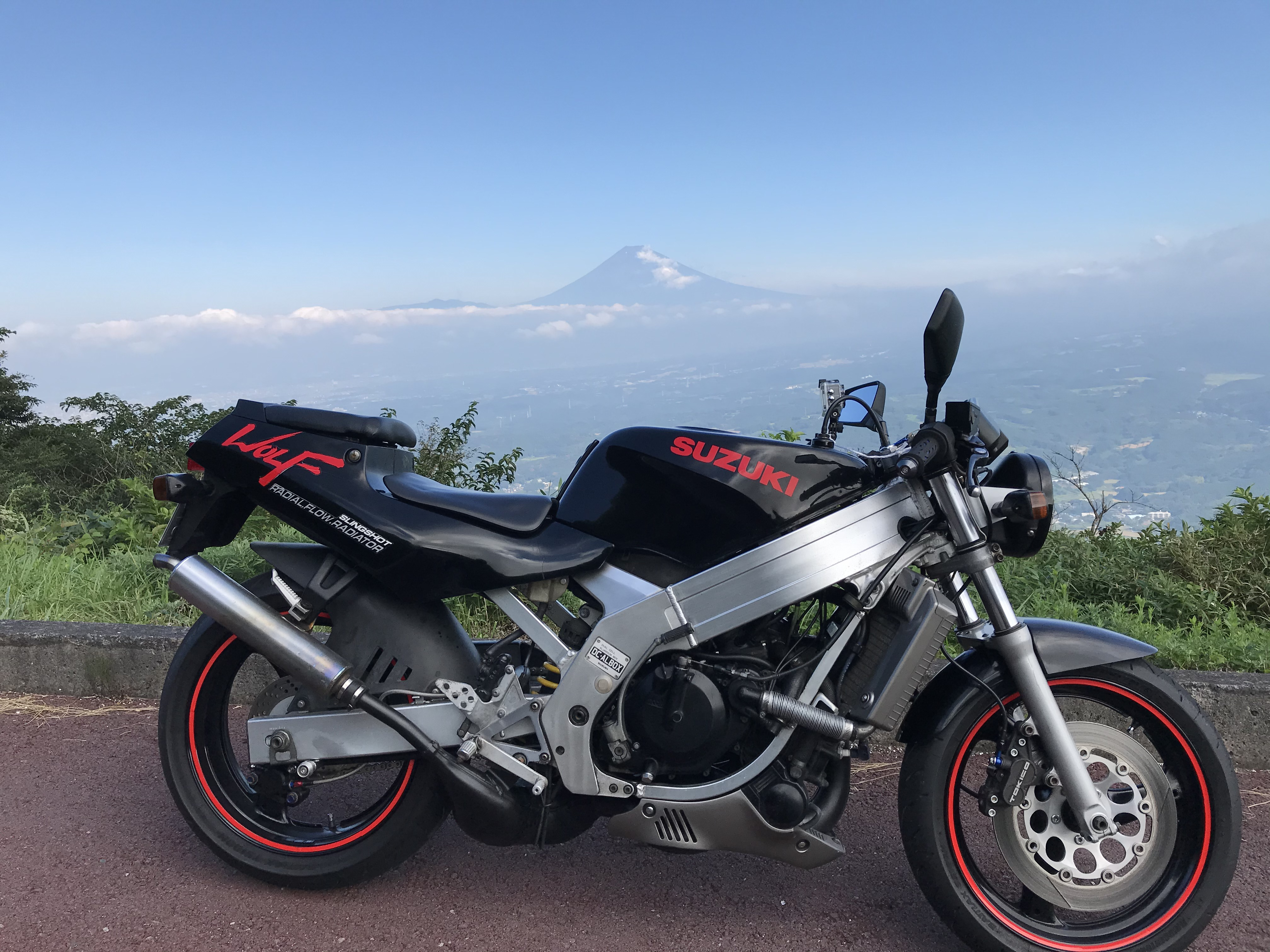
TV250J(1988年式)

### TV250J / ウルフ (VJ21A)
1988年に発売。RG250ΓがフルモデルチェンジによってRGV250Γとなったのを受け、RGV250Γのネイキッド版として登場した。
ベースモデル同様にV型2気筒エンジンを搭載し、減速比をより加速重視に設定変更された町乗りを重視した設計となっている。
仕様沿革
- 1988年：TV250J
- 1989年：TV250K、TV250AK（速度警告灯付き）
- 1990年：TV250L

### TV200N / ウルフ200 (NH11A)
1992年に発売。TS200Rベースの単気筒エンジンをウルフ125と共通の車体に搭載している。
仕様沿革
- 1992年：TV200N

### TV125N / ウルフ125 (NF13A)
1991年に発売。250ccクラス同様に、RG125Γのフルモデルチェンジを受けて登場。RG125Eの実質的な後継車種とされ、単気筒エンジンを搭載する。輸出仕様は「RG125Uウルフ」の名称で販売された。
仕様沿革
- 1991年：TV125N
- 1993年：TV125R
- 1995年：TV125T

### TV50M / ウルフ50 (NA11A)
1989年に発売。RG50Eの実質的な後継車種とされ、単気筒エンジンを搭載する。ワイドフレームを思わせる金属製カバーが特徴。カラーはブラックとレッドの単色の他、過激さをアピールしたファイヤーパターンのステッカー処理を施したモデルも用意された。
仕様沿革
- 1989年：TV50
- 1991年：TV50M
- 1993年：TV50P
- 1994年：TV50S